# Recinto amurallado de Castielfabib
El recinto amurallado de Castielfabib es un conjunto histórico-monumental situado en el municipio de Castielfabib, provincia de Valencia (Comunidad Valenciana, España).
Los restos del castillo y murallas de Castielfabib están declarados Bienes de Interés Cultural por la Generalidad Valenciana: Código 46.09.092-016

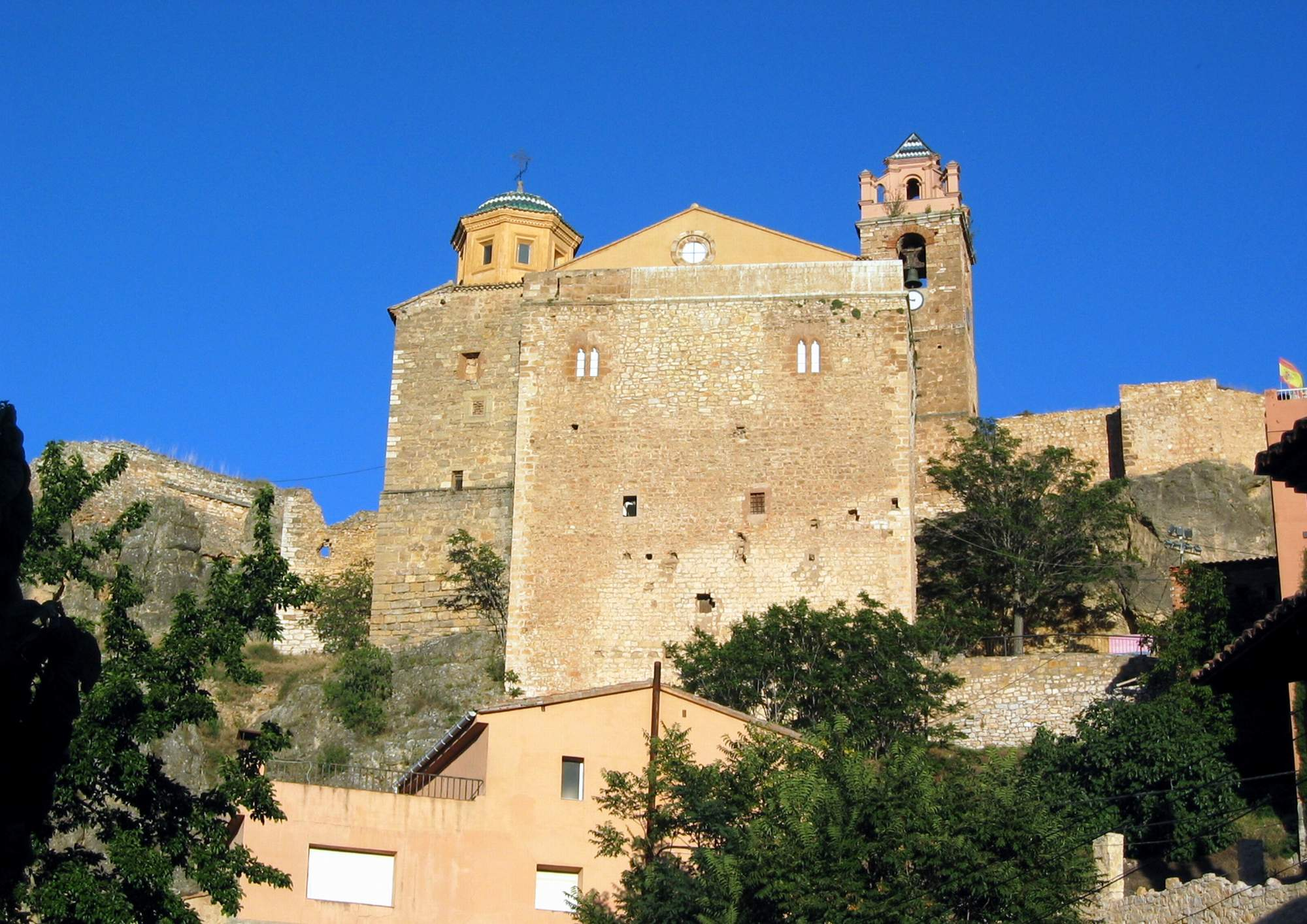
Vista frontal (noroccidenal) de la Iglesia-fortaleza de Nuestra Señora de los Ángeles (2013)

## Historia
El territorio del actual Rincón de Ademuz fue conquistado a los moros valencianos por Pedro II de Aragón en 1210: en compensación por la ayuda militar prestada, Ademuz fue entregado a la Orden del Temple- y Castielfabib a la Orden hospitalaria de San Juan de Jerusalén.-
En tiempo de la conquista cristiana Castielfabib era un hisn andalusí con su castillo defensivo situado sobre un peñasco circundado en su base por el río Ebrón; tras la conquista, el castillo se amplía en algunas de sus partes, manteniendo no obstante la estructura musulmana (albacar y saluqiya, que los cristianos denominarán celoquia) y asentándose la población en la denominada Villa Nueva, situada en su actual ubicación, cercada de torreones y murallas.
No obstante la temprana conquista -anterior a la de Valencia (1238)-, el territorio del futuro Rincón de Ademuz no entró a formar parte del Reino de Valencia hasta la jura de los fueros romanceados por Jaime I de Aragón, en la primavera de 1261.--
En la década siguiente (23 de junio de 1273), el mismo monarca otorga un privilegio declarando que la villa de Castielfabib pertenece al Reino de Valencia, ordenándole se rija por el fuero de Valencia y prohibiéndole el uso del fuero de Aragón o de Teruel -lo que se considera como el acta de nacimiento del Rincón de Ademuz.--

## Ubicación y descripción
Castielfabib se halla entre dos cerros, con su caserío descorriéndose por sus laderas (La Solana y La Umbría), entre el Castillo de Castielfabib y la Iglesia parroquial de Nuestra Señora de los Ángeles (situados al oriente), y la atalaya de «La Torreta» (situada al poniente). A principios del siglo XVII (1610), el cronista Gaspar Escolano (1560-1619) describe su situación geográfica del siguiente tenor:

«Tiene Castielfabib el asiento muy fragoso, por estar entre dos montes, que hacen un valle muy estrecho; y es población de cien casas, con su castillo. Los historiadores nuestros le hacen tan antiguo, que por el nombre de Castiel Fabi sacan, que se le dieron en tiempos de romanos; y que es lo mesmo que decir, Castillo de Fabio. Mas no parece cuadrar con esto el nombre que tuvo en tienpo de los moros que le llamaron Castiel Fabib, ó Habib: que como ellos mesmos confiesan, es palabra arábiga».
Décadas de la Historia de la insigne y coronada ciudad y Reino de Valencia, Gaspar Escolano

El obispo de Segorbe, fray Francisco Gavaldá Guasch, en su Relación ad limina de 1656 refiere en latín: Castielfabib nobilissimun regaleque oppidum primunque et permunitum Regni Valentini municipium, intra cuius moenia circumstantesque villulas triginta super bis centrum domicilia connumerantur. Palabras que pueden traducirse al castellano como: «Castielfabib, nobilísimo y real pueblo, primer municipio y muy fortificado del Reino de Valencia, dentro de cuyas murallas y caseríos se cuentan más de doscientos treinta domicilios». De donde puede deducirse que mediado el siglo XVII Castielfabib y sus aldeas censaban más de 230 casas, esto es, unos 1.150 habitantes.
Basándose en los restos de muralla todavía observables, y los torreones vigentes, se ha trazado el recorrido que presuntamente tuvo la villa en la época bajo medieval y moderna (desde el siglo XIII hasta el siglo XVII), incluyendo la Iglesia-fortaleza y los restos murados del Castillo.
El recorrido por el recinto amurallado del caserío se halla jalonado por diez paneles ilustrados con imágenes, gráficos y textos explicativos, a los que cabe añadir tres espectaculares miradores.

## Recinto amurallado
Además de los paneles que detallan cada punto del recorrido hay dos paneles generales, uno en La Solana (al comienzo de la calle La Fuente) y otro en La Umbría (en la subida a la villa por la calle Virgen de Gracia). El proyecto fue financiado entre el Ayuntamiento de Castielfabib y la Agencia Valenciana de Turismo de la Generalidad Valenciana, con la intención de valorizar los elementos todavía apreciables del antiguo recinto amurallado (torres, paños de muralla, ruinas del castillo, Iglesia-fortaleza), creando un itinerario cultural que los una en su contexto.

### Iglesia-fortaleza

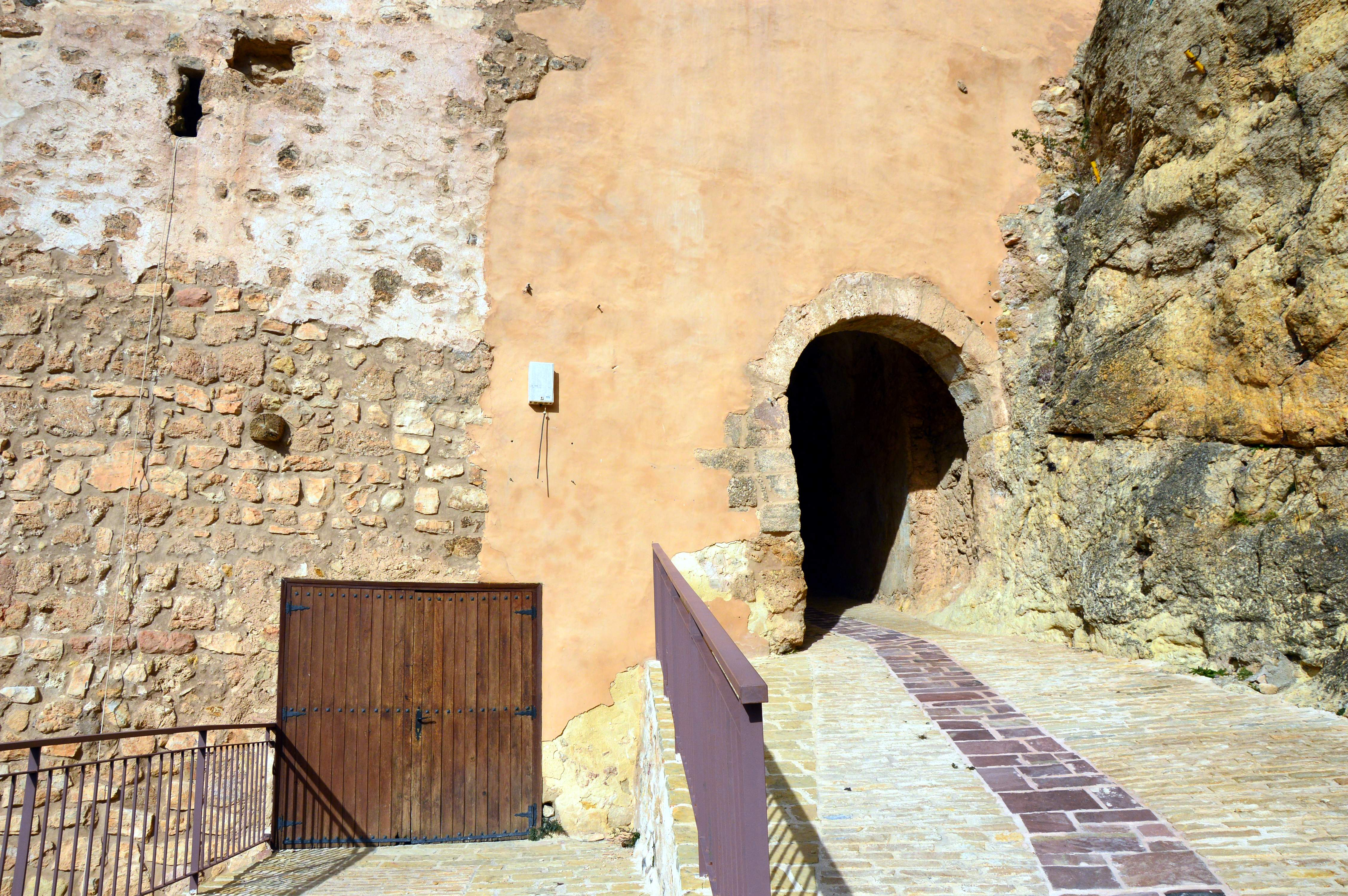
Castielfabib (Valencia), paisaje histórico (2019).

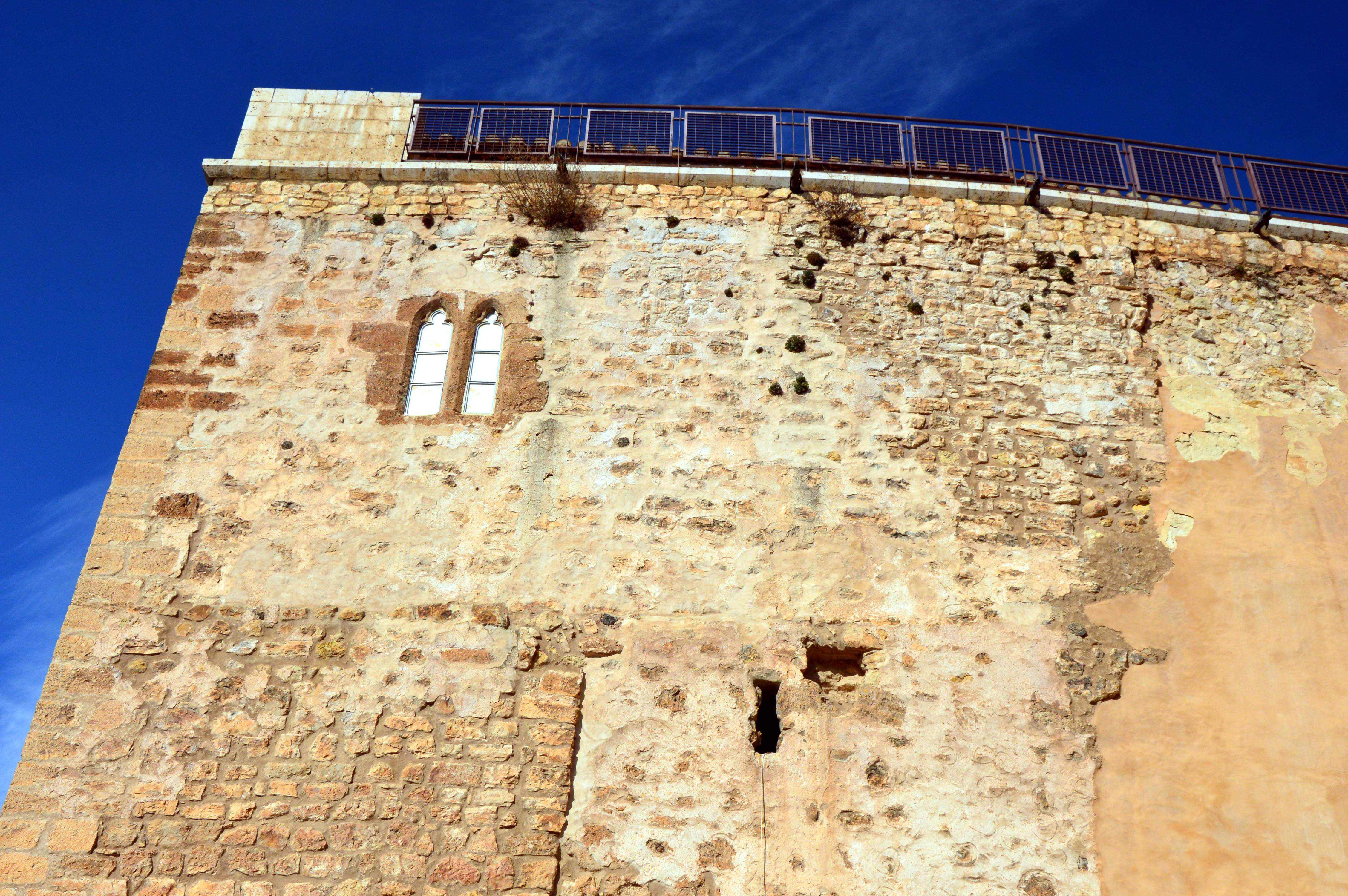
Castielfabib (Valencia), paisaje histórico (2019).

Propiamente se trata de una iglesia en una fortaleza, el templo se halla en la cuarta planta de un antiguo torreón bajo medieval situado entre la Villa Vieja y la Villa Nueva, actual emplazamiento de Castielfabib. Tiene el acceso por una rampa que sube hasta la puerta de la Reja y el Carrerón, túnel abovedado que lleva hasta la entrada de la iglesia y el Mirador de la Villa Vieja. La iglesia tiene planta alargada, orientada de este (cabecera) a oeste (pies), con una nave central y capillas laterales. La planta del templo pudo ser el antiguo salón noble de un torreón (donjon señorial de la torre del Homenaje), con tres ventanas geminadas en sus muros, correspondientes al estilo gótico civil aragonés. Posee una cúpula sobre el presbiterio y otra en una capilla de los pies, lado del evangelio. Dos de las capillas de la epístola poseen cúpula de crucería gótica. Reconstruido el templo tras los desastres de la I Guerra Carlista (1833-1840), el interior se resolvió en estilo neoclásico, desaparecido tras las últimas actuaciones, que recuperaron su aspecto de sala noble con tres arcos de diafragma apuntados soportando una armadura de madera a dos aguas, tipo parhilera con tabicas. En la parte alta del paso de la nave a la sacristía (lado del evangelio) se descubrieron unas pinturas en estilo gótico (La entrada de Jesús en Jerusalén), datadas en el primer cuarto del siglo XIV. Al exterior se ha recuperado el paso de ronda que circundaba el antiguo edificio, visitable desde el castillo. En la cabecera, lado de la epístola y fuera del templo se halla el Campanario: torre exenta de cuatro cuerpos, cubierta por chapitel de factura moderna.

### Paño de muralla de la calle Barrioso

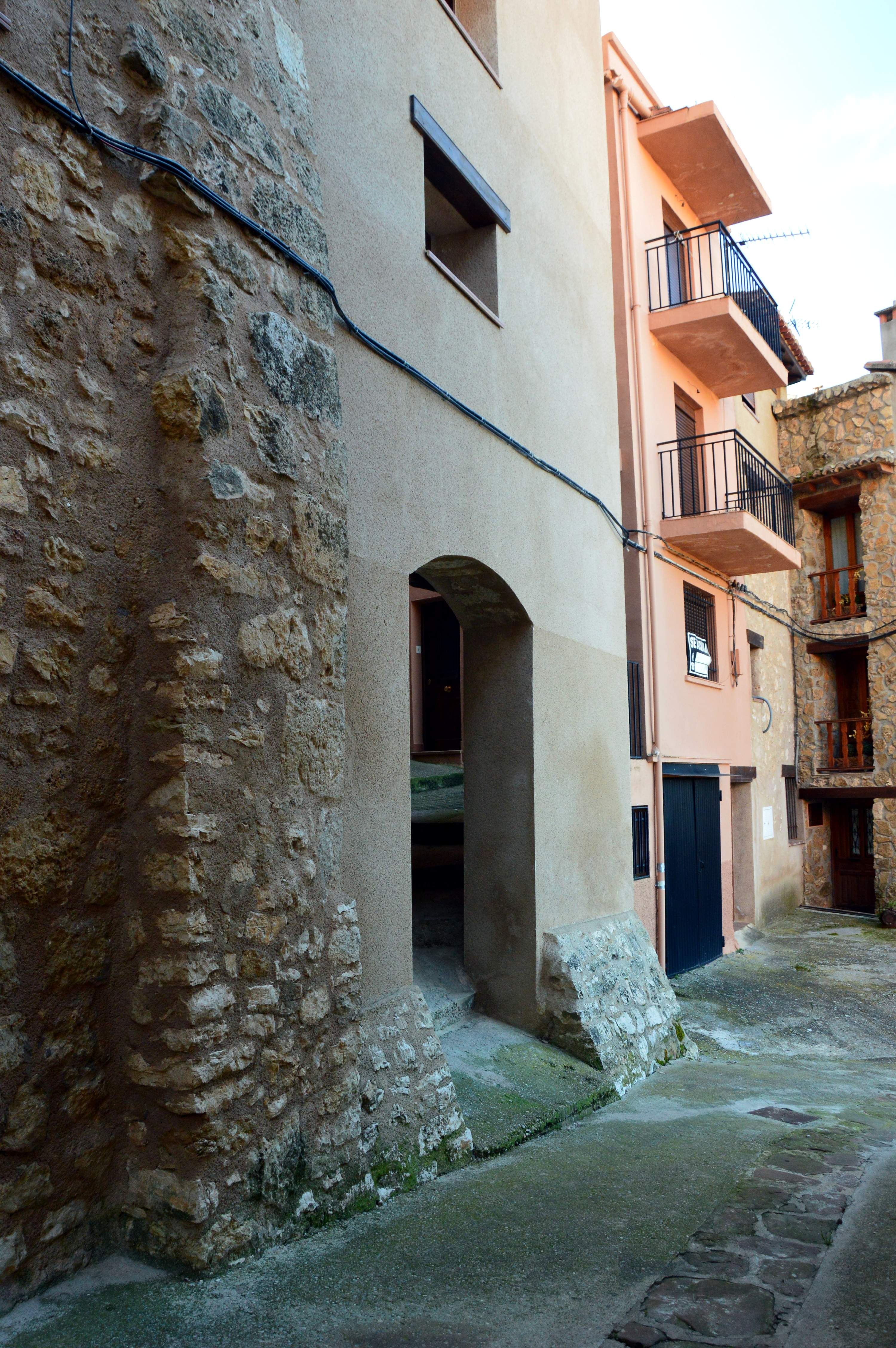
Castielfabib (Valencia), paisaje urbano (2018)

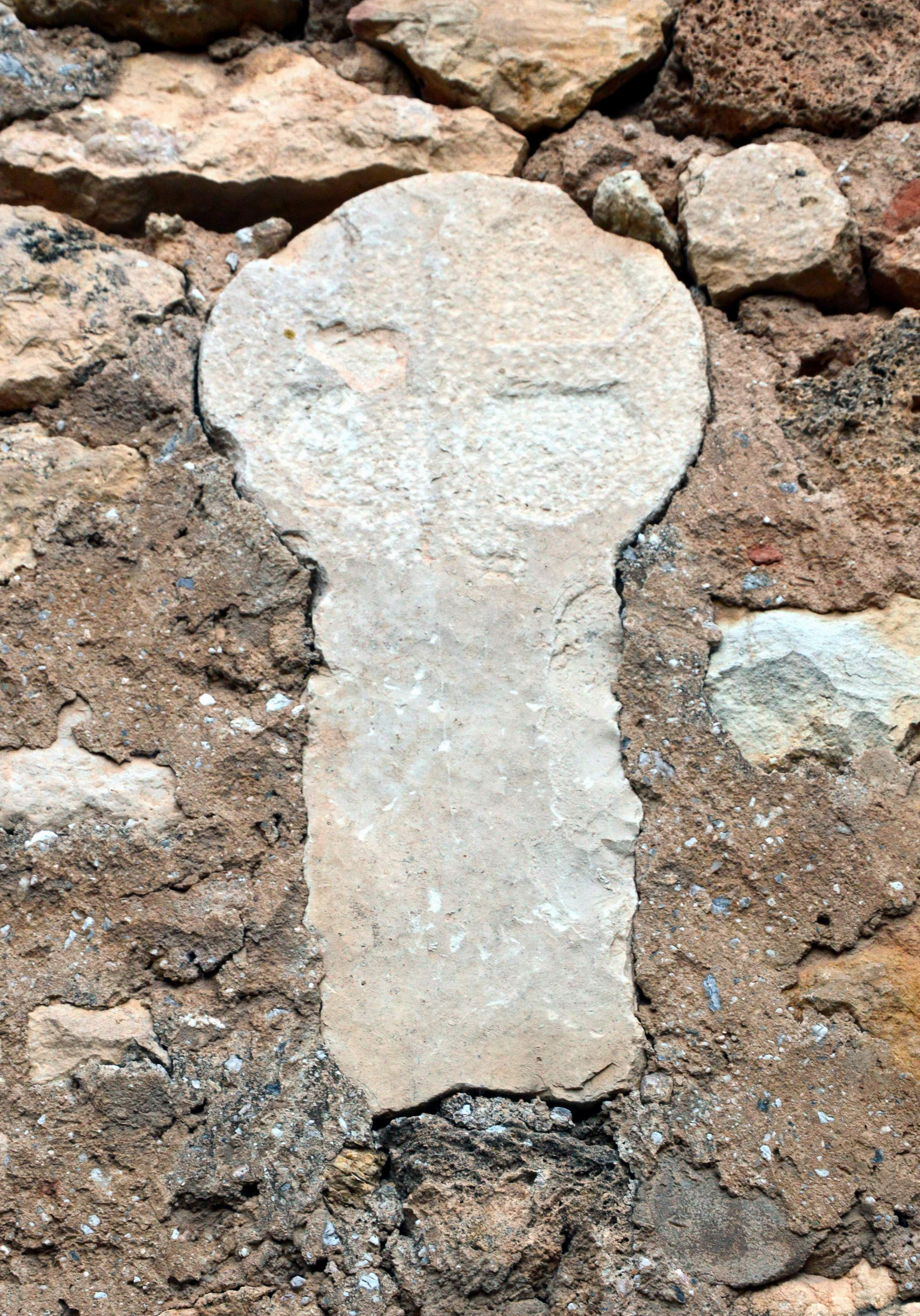
Castielfabib (Valencia), paisaje histórico (2019).

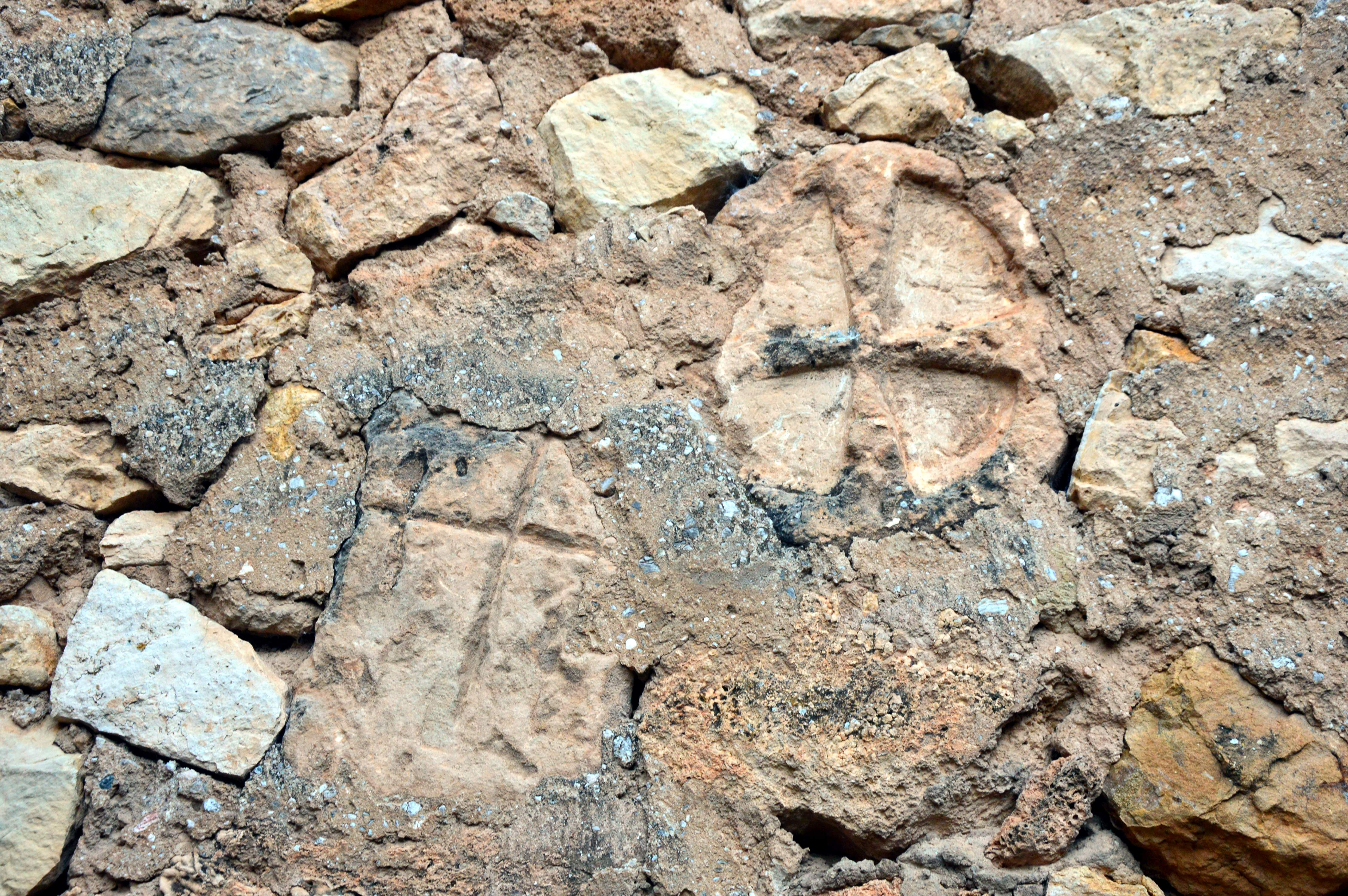
Castielfabib (Valencia), paisaje histórico (2019).

La calle Barrioso discurre por la base de la actual Casa Consistorial de Castielfabib, los elementos estructurales situados al pie de calle (grandes sillares, machones, contrafuertes…) señalan el trazado de la muralla septentrional de la villa, entre la Iglesia parroquial de Nuestra Señora de los Ángeles y la Torre del Hospital, situada en posición septentrional y en un plano más elevado del talud. En los bajos del Ayuntamiento hay unos arcos que forman un callejón, posible acceso a la villa por esta parte, al presente sin uso. En las inmediaciones, entre el paño de muralla del Barrioso y la Torre del Hospital se encontraron unas estelas funerarias discoideas con simbología cristiana (siglo XIII-siglo XV) insertas en el muro de un corral o descubierto, a modo de mampuestos, pertenecientes a un antiguo cementerio extramuros existente en la zona.- Hipotéticamente, el camposanto de las estelas funerarias discoideas pudo estar vinculado al antiguo Hospital de pobres de Castielfabib (1446). Respecto del actual cementerio municipal -anexo a la Ermita de Nuestra Señora de Gracia (Castielfabib)- fue conocido como «fosar de Gracia», y era el lugar de enterramiento habitual de los difuntos de la villa a mediados del siglo XVII. La Ermita de la Virgen de Gracia se halla vinculada al primer convento de Castielfabib, habitado por la Orden de los Ermitaños de San Agustín, que tomaron posesión del claustro a finales del siglo XIV (1394).

### Torre del Hospital o Umbría

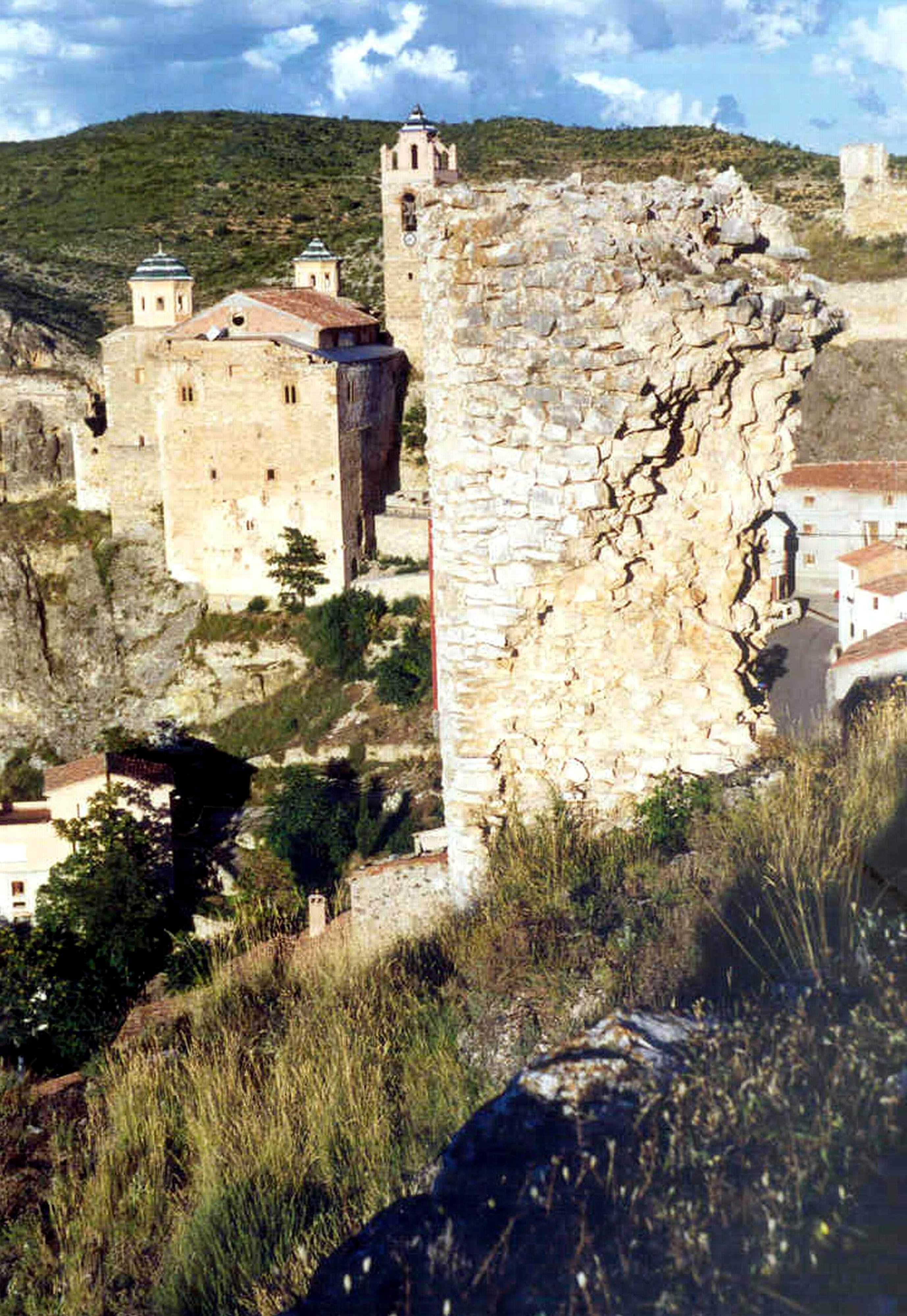
Castielfabib (Valencia), paisaje histórico (1997)

Se sitúa en la ladera septentrional de la zona umbría de la población, sobre un resalte rocoso, dominando el valle del Ebrón y la entrada a la antigua villa amurallada desde Aragón. El nombre de la torre proviene del Hospital de Pobres que hubo en sus inmediaciones, fundado con licencia real por Juan II, infante de Aragón y rey consorte de Navarra, lugarteniente de Aragón y Valencia en tiempo de Alfonso V el Magnánimo, mediado el siglo XV (1446). El hospital de Castielfabib fue visitado durante siglos por los obispos de Segorbe y ya se halla muy deteriorado a mediados del siglo XVII (1656). La Torre del Hospital es muy anterior al hospital y junto con la atalaya de La Torreta y la Torre Almenada cierra las defensar amuralladas de la villa por esta parte. Destaca su fábrica circular, frente a las de base cuadrangular predominantes en el recinto amurallado. Su aspecto actual responde a la última restauración, que alteró su factura original:

«La torre muestra un perímetro redondeado por fuera, basada en mampostería de piedra encarada al exterior y cal y canto al interior -lo que le confiere un aspecto macizo, robusto. El desperfecto que mostraba la mampostería de la torre hasta su restauración parece indicar que no se trataba de un torreón exento -como podría haber sido La Torreta-; más bien parece que sería un punto de inflexión en el cerramiento de la muralla. Pero por la falta de muros en su derredor se ha interpretado también como una torre avanzada en la defensa de esta parte de la muralla. En cualquier caso, debería tener algunas estructuras anexas, ya que una torre avanzada y aislada carece de sentido».
Recinto amurallado de Castielfabib, Valencia (y II), Alfredo Sánchez Garzón

### La Torreta

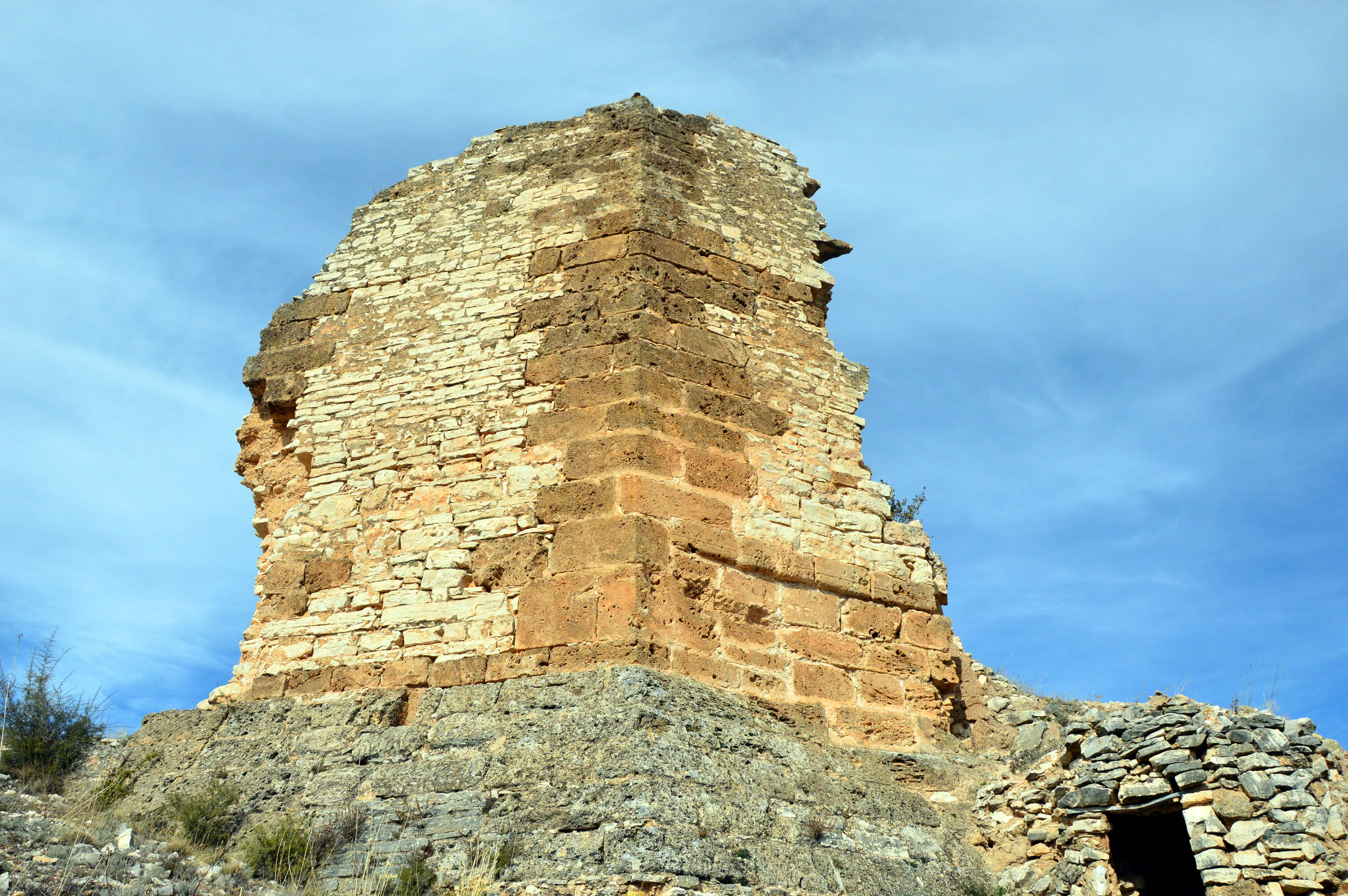
Castielfabib (Valencia), paisaje histórico (2019)

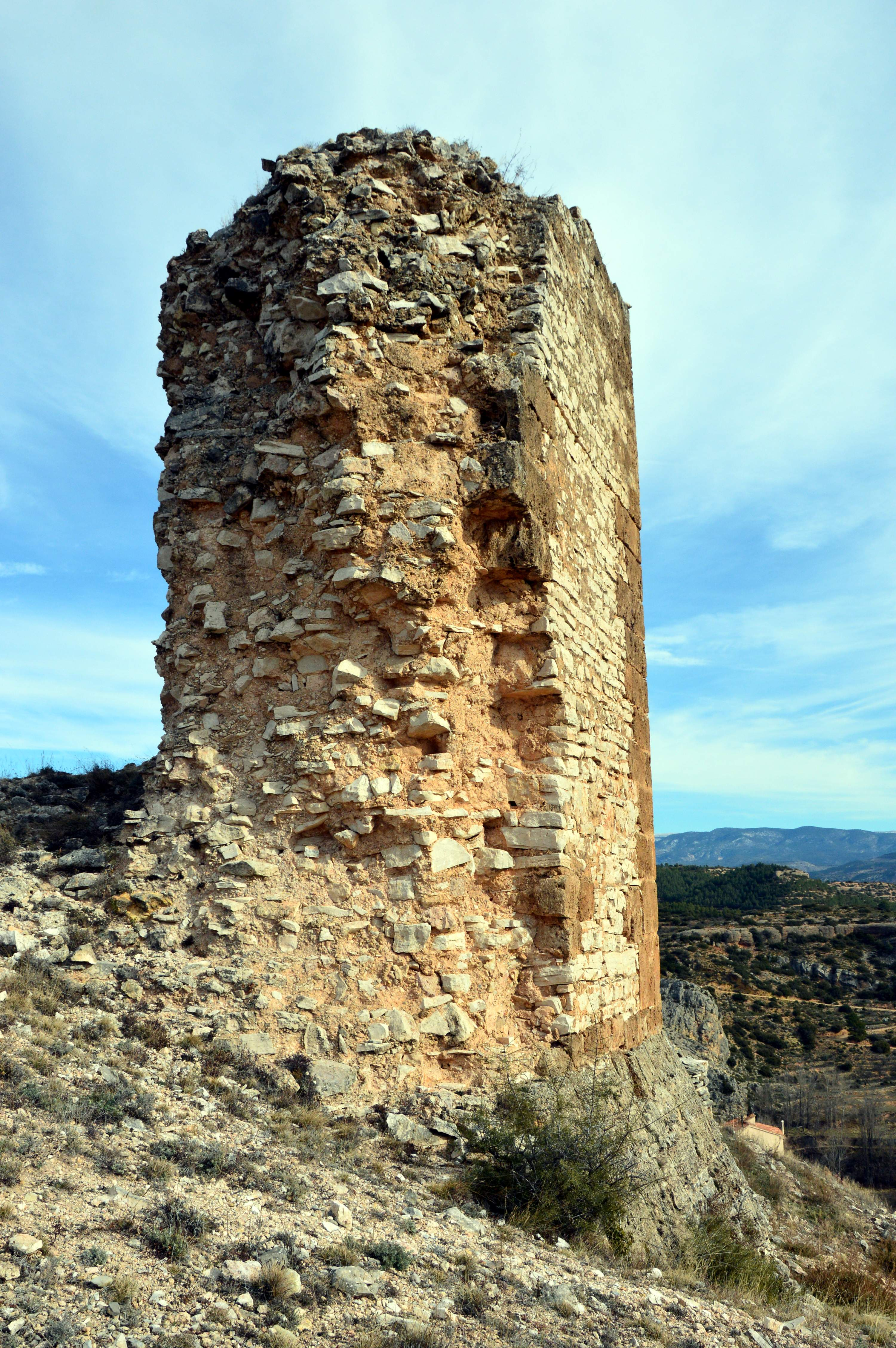
Castielfabib (Valencia), paisaje histórico (2019)

Situada al poniente de la villa, en el punto más elevado y dominante, protegía el acceso desde el reino de Castilla. Su ubicación le permitían un control del territorio, haciéndose visible desde considerable distancia. Atendiendo a los grabados de Manfredo Fanti, que responden a la fortificación realizada por los carlistas durante la I Guerra Civil (1833-1840) se la ha considerado un torreón defensivo autónomo con plataformas a los pies y planta hexagonal:

«Los resto del torreón de La Torreta son visible desde cualquier punto alejado de la villa -desde El Cuervo (Teruel), hasta Las Monjas, en Los Santos; y desde los cerros de levante hasta El Colladillo, que queda al poniente-, sugiriendo que fue una formidable atalaya, situada en la parte occidental del caserío, en el acceso a la localidad desde Castilla. Su posición resulta absolutamente privilegiada, lo que le permitiría un control amplio del territorio. Sus dimensiones (15 metros de alto por 7,5 metros de ancho) reflejan la envergadura del observatorio, al tiempo que punto defensivo por excelencia. Tiene la base en talud, basada en piedra caliza, al igual que la mampostería de piedra careada; las esquinas de piedra tosca labrada, y el interior con relleno de argamasa de cal y canto. Su base se estima hexagonal, “algo poco frecuente en la arquitectura defensiva del siglo XIV”, cuando presumiblemente se construyó la torre».
Recinto amurallado de Castielfabib, Valencia (y II), Alfredo Sánchez Garzón

Lo cierto, sin embargo, es que no se conoce el aspecto que tuviera en la Baja Edad Media, tampoco si era una torre maciza o poseía espacios habitables en su interior. Lo más probable es que tuviera una terraza almenada en su parte alta. Fue dinamitada por las tropas constitucionales al finalizar la contienda carlista, quedando poco más o menos tal cual pueden verse en la actualidad.

### Torre almenada
Se halla en el extremo más occidental de la villa, en la entrada procedente de Castilla. Se trata de una torre de grandes dimensiones, la mejor conservada del recinto amurallando. Su importancia se deduce de su tamaño, técnica constructiva y remate almenado -hasta el punto de ser lo más significativo de la construcción:

«[…], estas almenas tienen unos merlones con saetera interior y disponen de un remate coronado y unos orificios donde se colocaban los “manteletes”, unas protecciones de madera para evitar el impacto de proyectiles. Dichas almenas están ejecutadas con una argamasa de cal diferente a la sillería del resto del edificio, no obstante se ejecutarían a la par que el resto de la construcción».
Recinto amurallado de Castielfabib, Valencia (y II), Alfredo Sánchez Garzón

Su posterior reconversión en vivienda, con «unos sillares fingidos» en la parte alta, «propios de una arquitectura de cierto poder adquisitivo» le ha permitido llegar hasta nuestros días.

### Paño de muralla de la calle Calvario

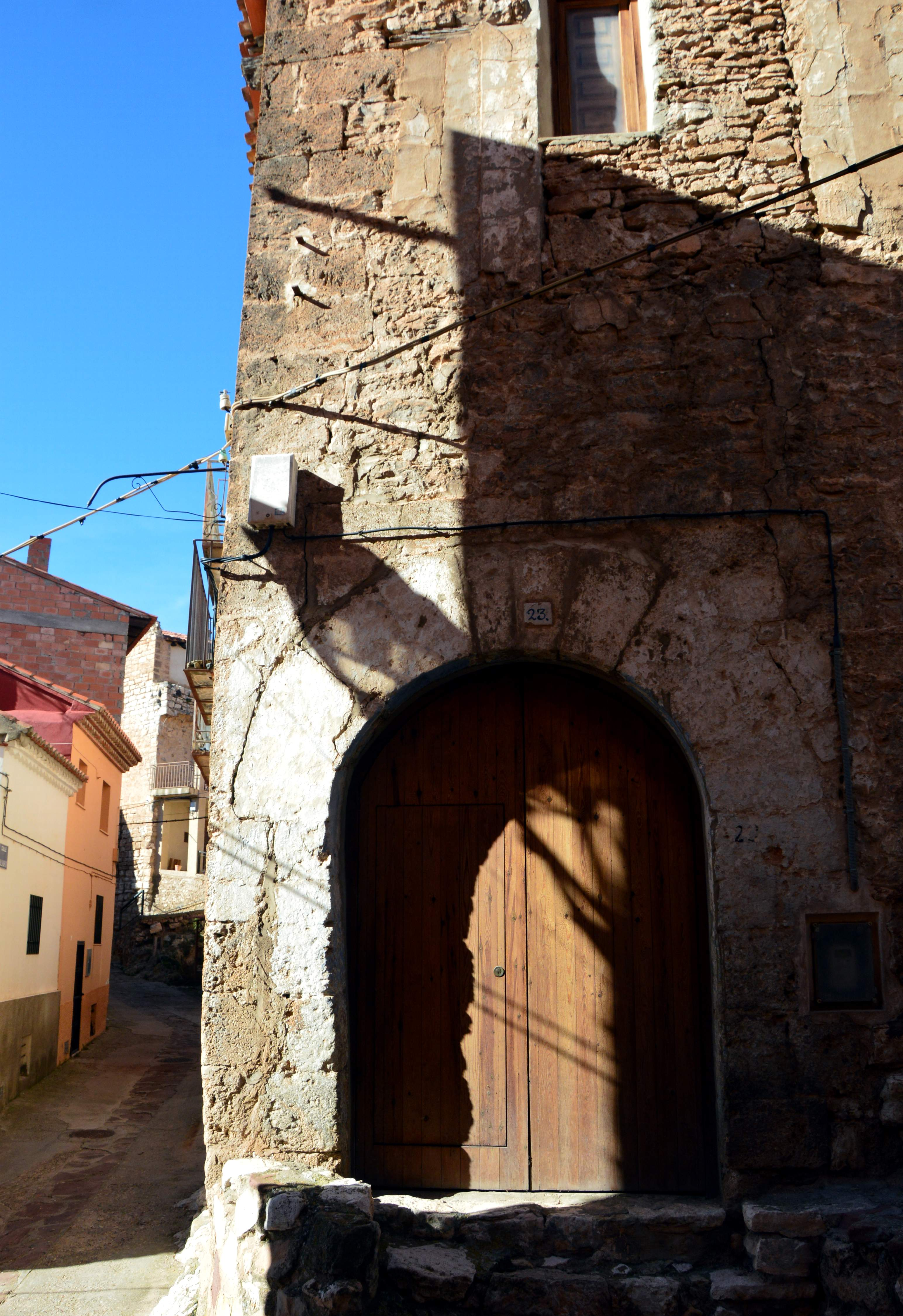
Castielfabib (Valencia), paisaje urbano (2019).

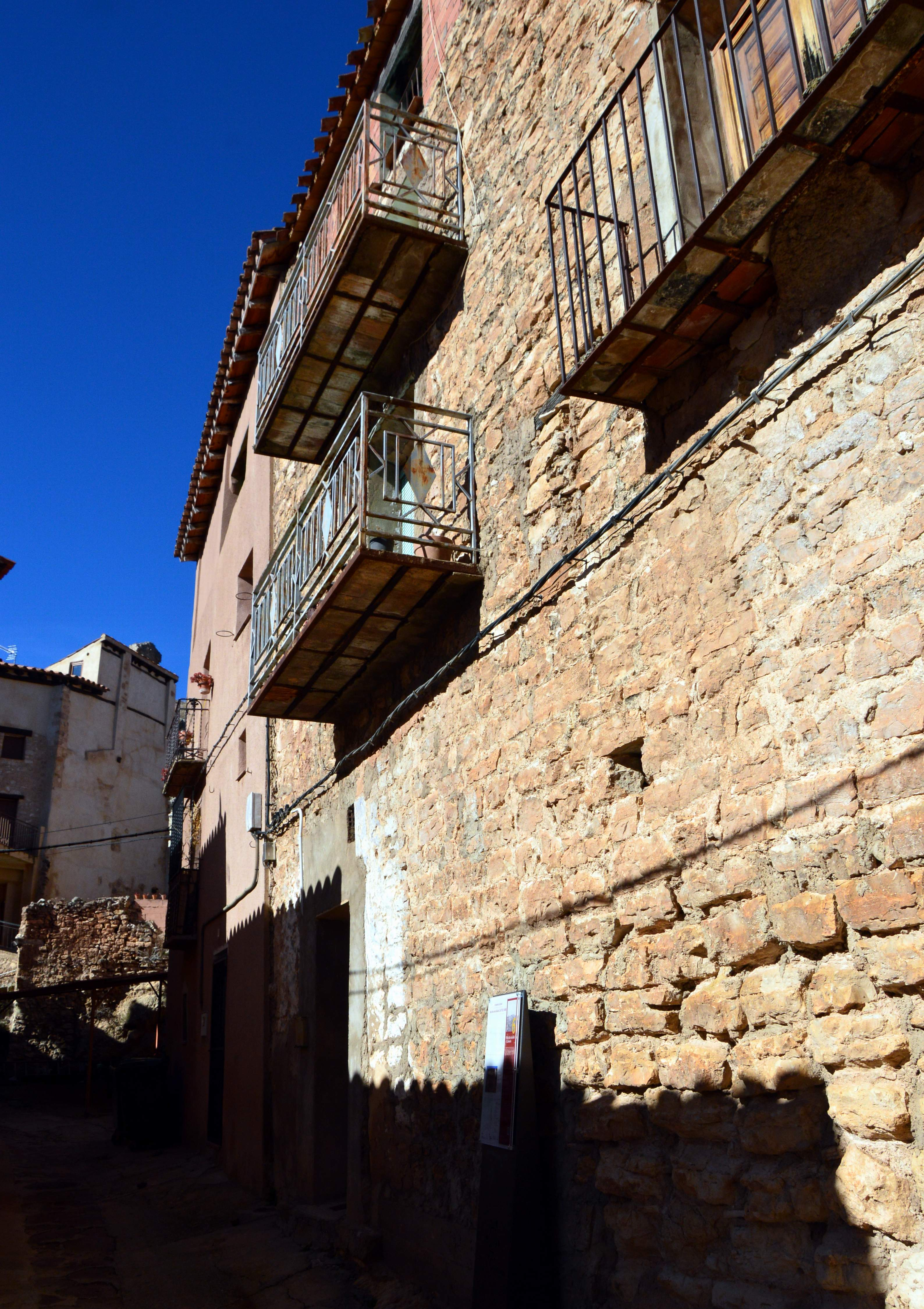
Castielfabib (Valencia), paisaje urbano (2019).

Se halla en la calle Calvario, próximo a al Torre Almenada, su fábrica «presenta las características propias de las estructuras defensivas del resto de piezas que forman el recinto amurallado de la Villa». Según la tradición oral, el edificio pudo ser el lugar donde se hallaba el cuerpo de guardia que custodiaba la entrada a la población por esta parte. Lo más notable son los orificios presentes en la planta alta de la fachada meridional, restos de un probable matacán, y los grandes huecos tapiados, que traducen la antigüedad del edificio y los sucesivos usos que ha tenido. En la fachada oriental luce una entrada en arco de medio punto con dovelas, cuya fábrica destaca del conjunto de construcciones del entorno. Desde la calle Calvario puede pasarse ala calle Torrejón, donde se halla la torre de este nombre.

### El Torrejón

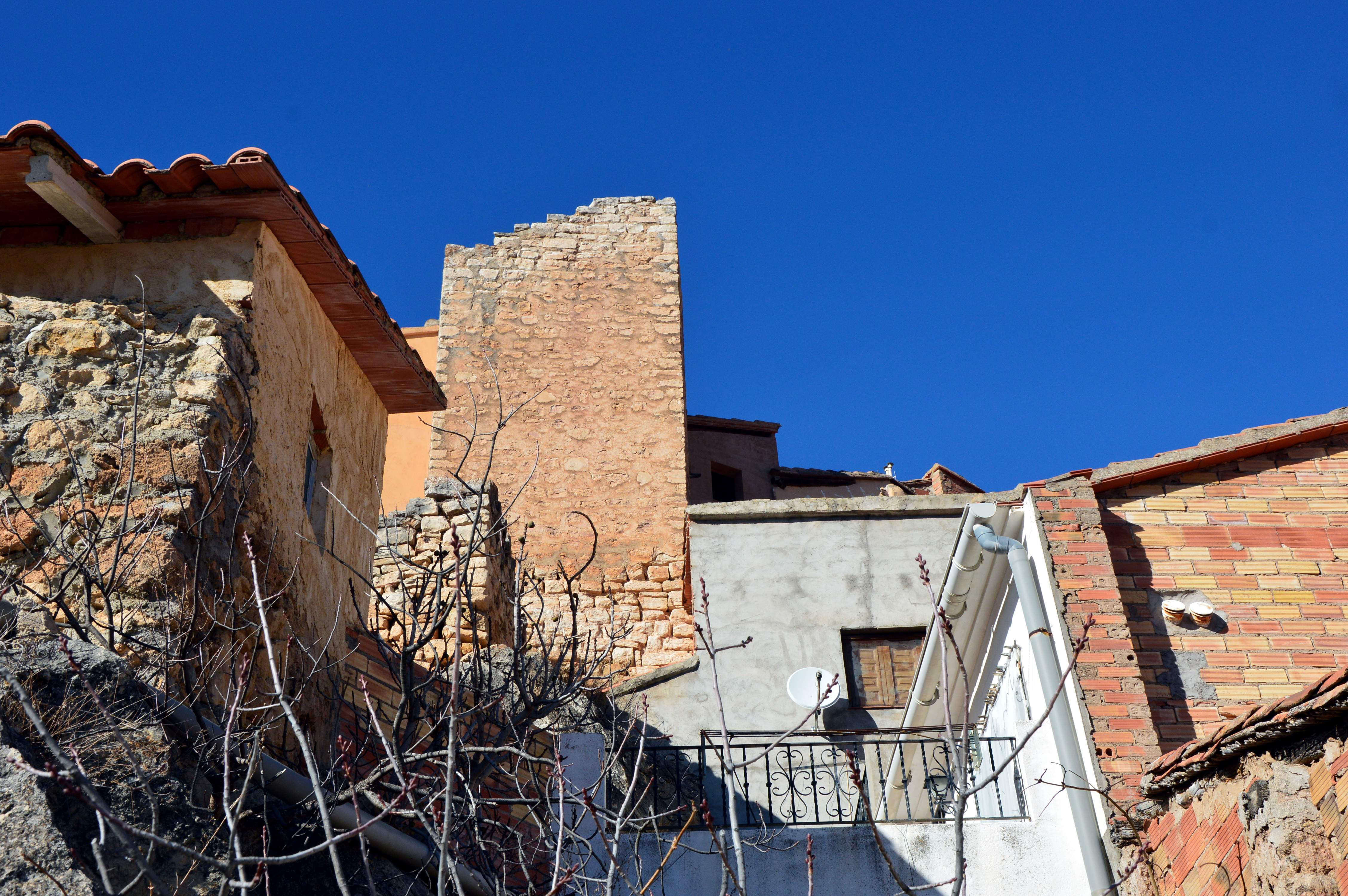
Castielfabib (Valencia), paisaje urbano (2019).

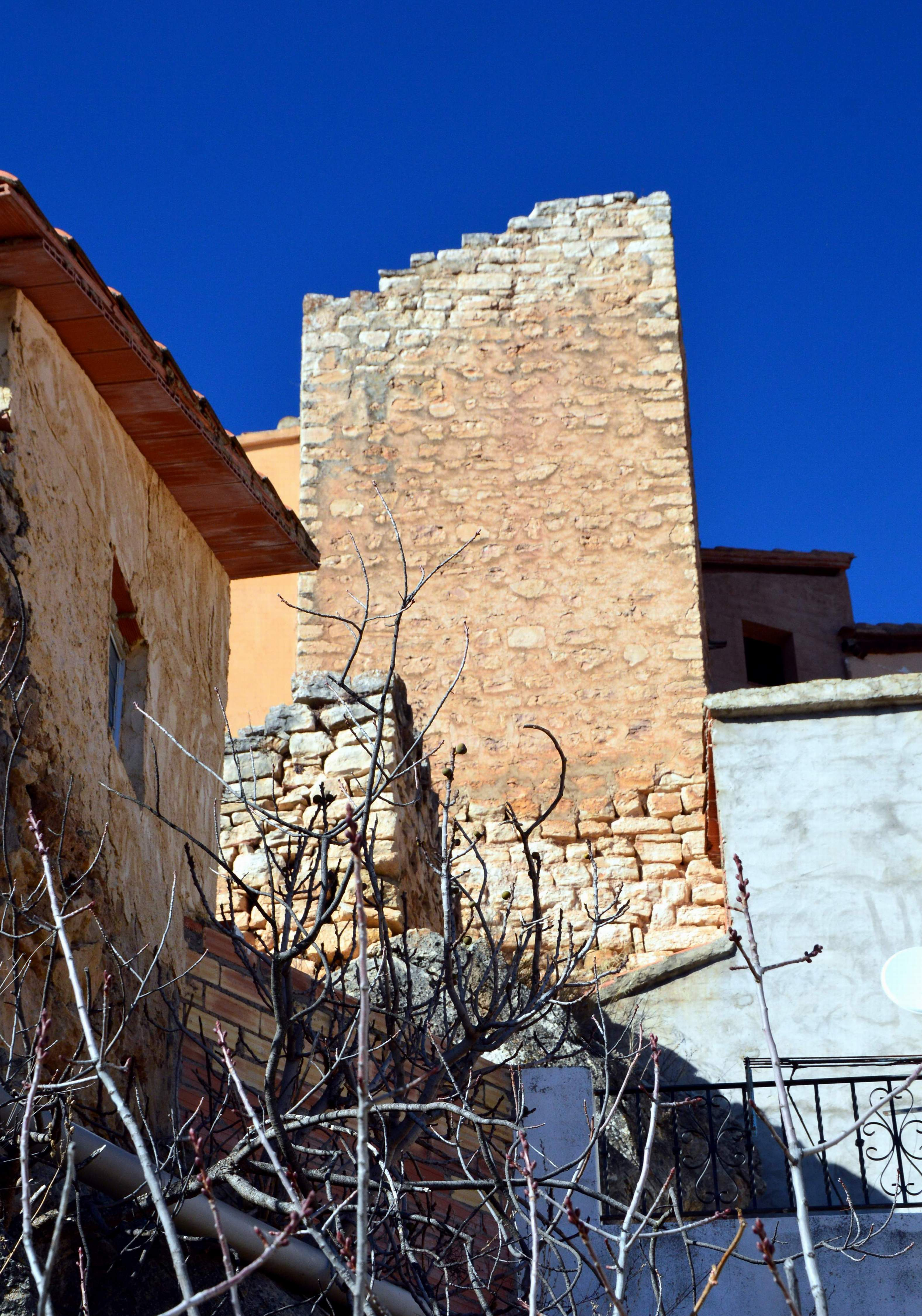
Castielfabib (Valencia), paisaje urbano (2019).

Se halla en la calle Torrejón, «una vía estrecha y sinuosa situada por debajo de la calle Calvario». Para llegar hasta la base hay que atravesar un callejón cubierto y en pendiente. Su nombre (Torrejón) alude a «torre pequeña o mal formada», situada en un resalte de la zona meridional de Castielfabib, desde donde se observa una amplia panorámica de la Vega Zaragoza:

«En el flanco suroeste de la Villa se levanta esta torre en un espolón de la ladera que le confiere una visión privilegiada y panorámica sobre la vertiente de la Solana. Por ello, este edificio ejerció un control sobre el acceso de esta zona del recinto amurallado. Hasta la reciente construcción de nuevas viviendas al oeste de la torre, se podía apreciar fácilmente el recorrido que seguía la muralla en este sector de la población. La geometría que presenta la pieza es un rectángulo irregular del que se conserva una parte tanto en planta como en altura».
Recinto amurallado de Castielfabib, Valencia (y II), Alfredo Sánchez Garzón

Su pervivencia hasta nuestros días se debe a que formó parte de una vivienda, «con la peculiaridad de que la mitad vuela sobre el paso inferior de la calle».

### Paño de muralla de la calle La Fuente

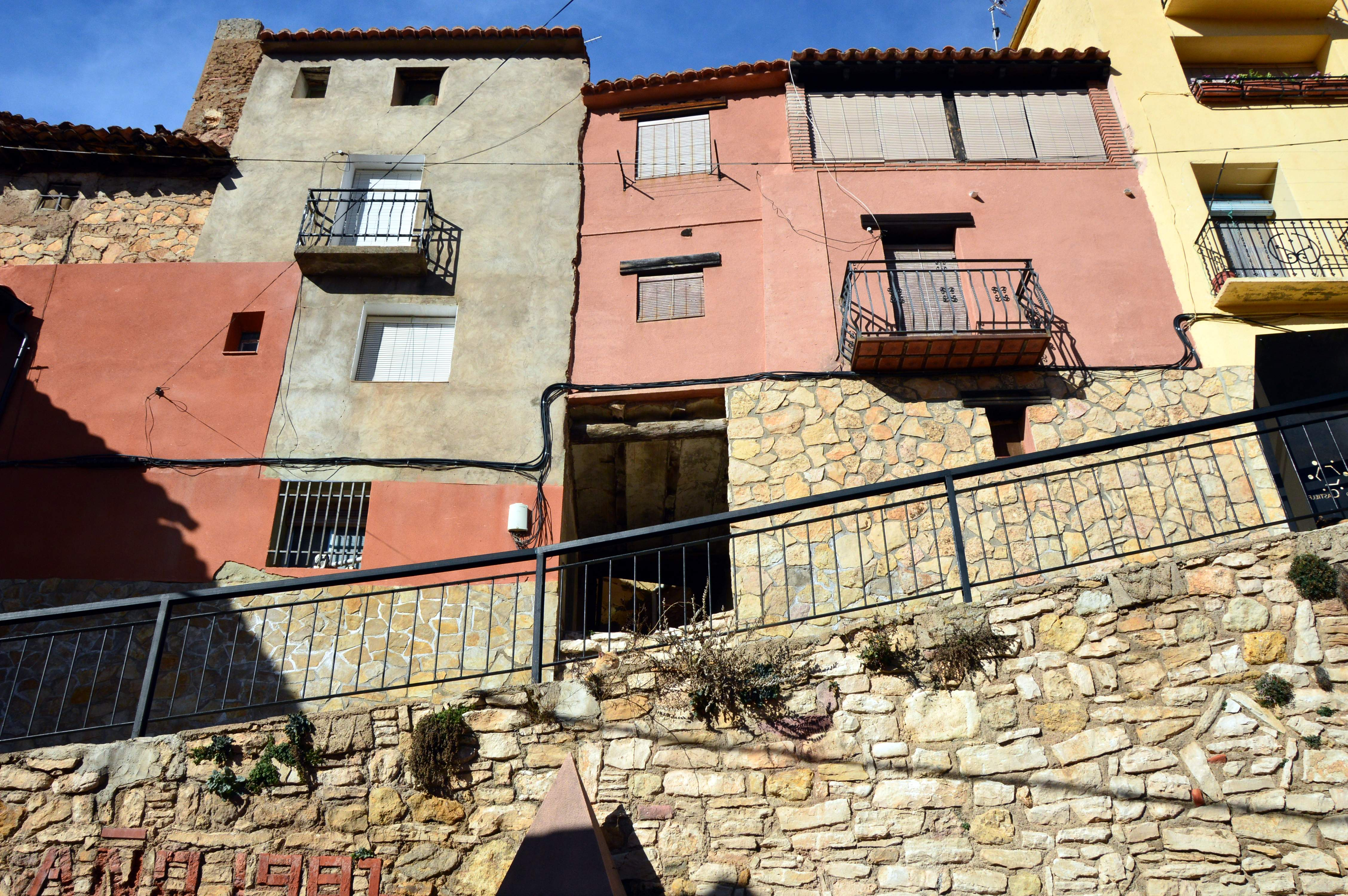
Castielfabib (Valencia), paisaje urbano (2019).

Situada en la calle de su nombre, el lienzo de muralla que corresponde a esta parte se halla encubierto por el rebozo de las fachadas de las casas construidas, «pero en imágenes de principios de siglo se pueden apreciar las trazas de la muralla, así como la construcción en mampostería del edificio ubicado al este como posible torre». Esta parte del antiguo recinto amurallado discurría por la zona más baja y meridional de la villa, y correspondía a la más recientemente fundada. En favor de esta hipótesis está el grueso de los muros de estas casas, y una vivienda situada al poniente, con la esquina de sillería y un grueso muro de tapial erigido sobre la misma roca. Esta parte del caserío se denomina «El Portal», y la calle paralela a la calle La Fuente, situada por encima de esta vía se denomina «calle Postiguillo», lo que apunta en el sentido de que en este sector de muralla pudo haber una entrada menor.
Para continuar el recorrido por el antiguo recinto amurallado hay que seguir por la calle La Fuente arriba, en dirección al sector oriental del caserío, donde se halla la antigua Casa Abadía. 

### Casa Abadía

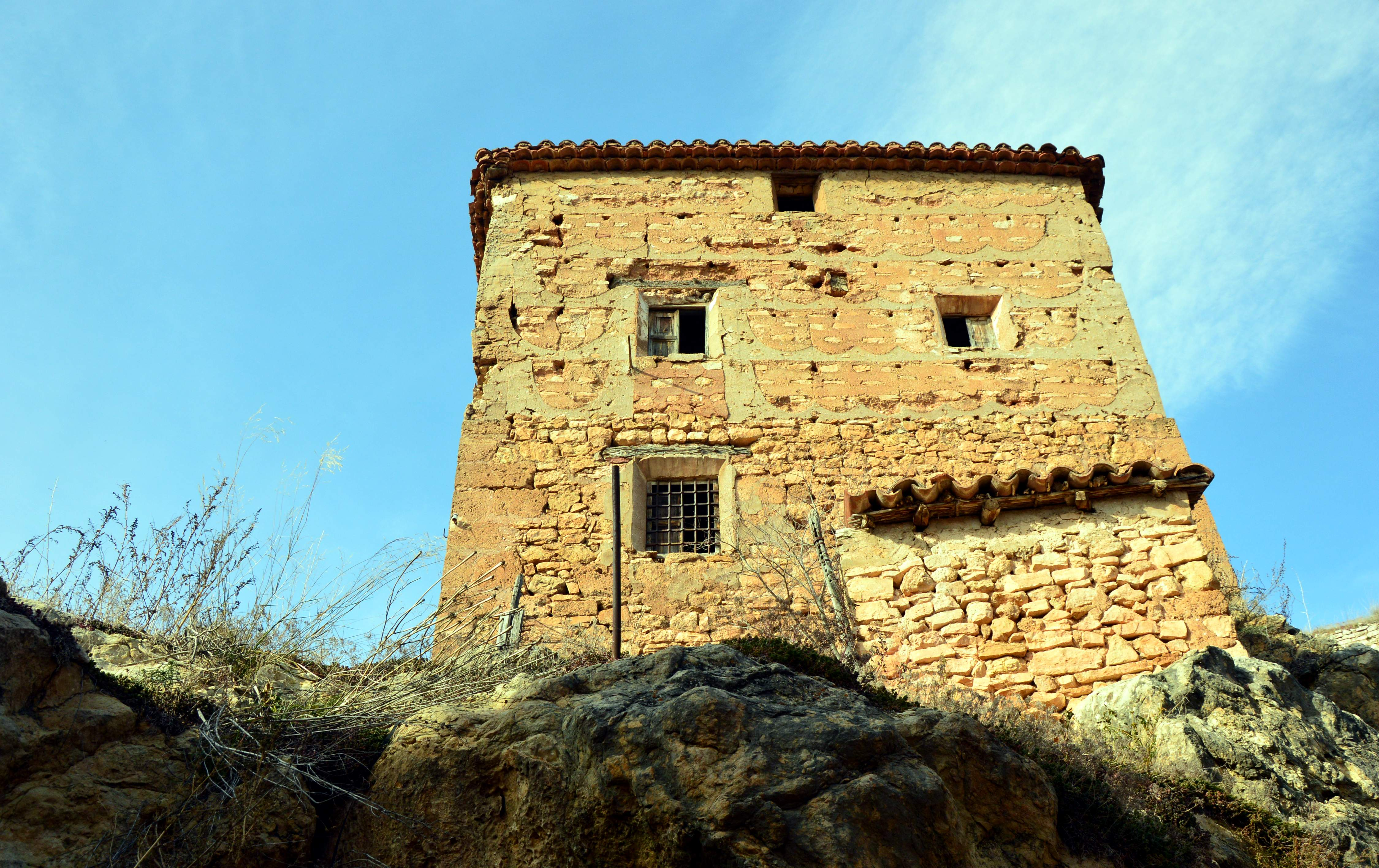
Castielfabib (Valencia), paisaje histórico (2019).

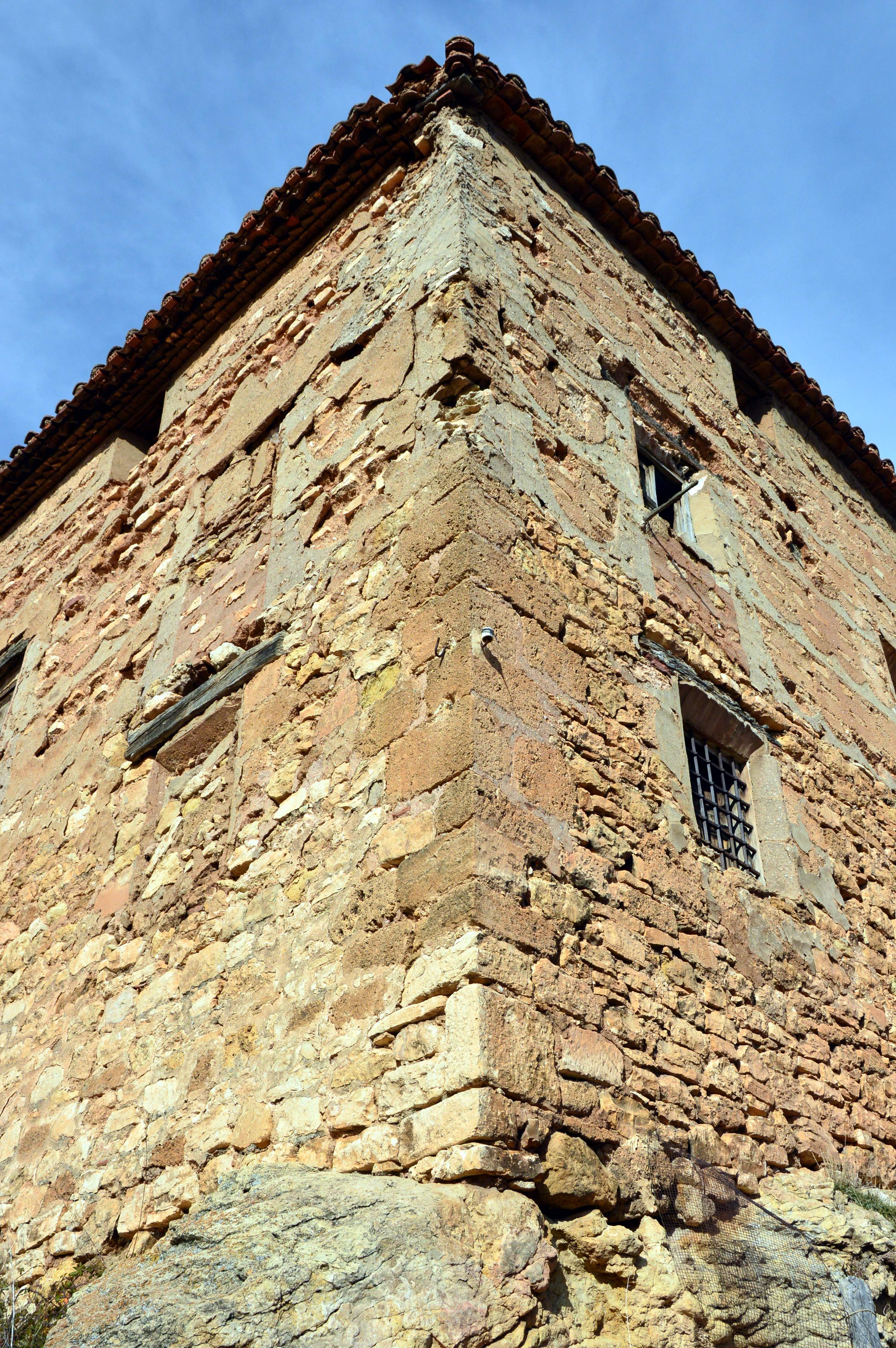
Castielfabib (Valencia), paisaje histórico (2019).

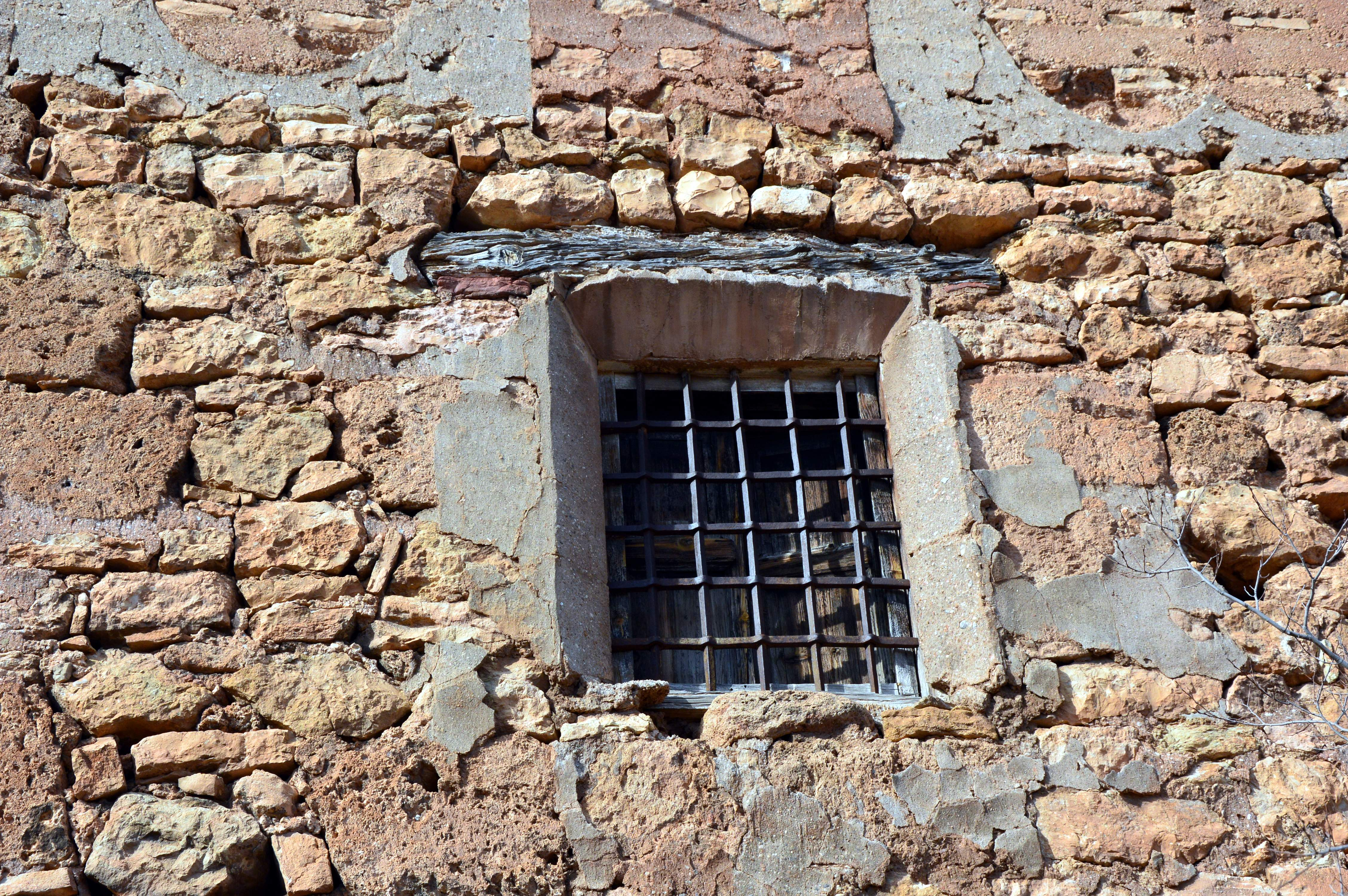
Castielfabib (Valencia), paisaje histórico (2019).

También conocida como Casa del Cura, la Casa Abadía es una construcción de porte antiguo y aspecto notable, en comparación con las demás casas del entorno; se alza sobre un promontorio rocoso en las inmediaciones del Castillo, con predominio sobre el valle del Ebrón y la Vega Zaragoza. Siguiendo el trazado de la muralla, se ha propuesto «la existencia de una torre defensiva en sus inmediaciones», incluso sobre el mismo solar, ya que en sus fachadas (suroriental y suroccidental) posee muros de mampostería ordinaria con piedra encarada y sillares en las esquinas, primero de piedra caliza y luego de tosca), hasta la mitad del edificio, mientras que el resto de muros superiores son de tapial reforzado, conformando «una versión local y singular de la denominada tapia valenciana». Propiamente, la construcción constituye «un claro exponente de la arquitectura vernácula comarcal de cierto nivel social»; entre las características de notabilidad del edificio está el hecho de poseer horno de pan cocer, letrinas y algunas pinturas murales -algo poco frecuente en las casas de la villa en su época. Fue la vivienda del párroco de Castielfabib, don Enrique Fornas Lázaro (1879-1973), durante el primer tercio del siglo XX, y algunos años después de la Guerra Civil Española (1936-1939), estando en uso hasta principio de los años sesenta.

### Castillo
Castielfabib era un lugar de moros en el siglo XII, su castillo responde a la tipología del hisn islámico y como tal lo cita el geógrafo ceutí Al-Idrisi (1100-1166). El territorio del pre-Rincón de Ademuz (Ademuz y Castielfabib), entonces bajo la taifa de Valencia, gobernada por Zayd Abu Abd Al lah (1190-1213), fue conquistado por Pedro II de Aragón en agosto de 1210. 
Los restos de su castillo se alzan al este de la población, sobre un promontorio rocoso de gran potencia. Su planta esa alargada, orientada de norte a sur, dominando el caserío y el paso del río Ebrón y su valle. La fortaleza constituye un lugar de dominio privilegiado, desde el que se pueden observar amplios horizontes -en su excursión de Vallanca a Ademuz, vía Castielfabib, el ilustrado botánico valenciano Antonio José de Cavanilles dejó constancia de ello.
Respecto a su tipología, responde a la organización musulmana, basada en dos elementos funcionales: el albacar (zona de refugio temporal para los moradores y sus pertenencias) y la saluqiya (elemento más elevado y mejor fortificado, que los cristianos denominarán celoquia). No consta que tras la conquista cristiana se hicieran grandes obras en el conjunto fortificado, más bien todo lo contrario, pues a finales del mismo siglo XIII (1297), el Castillo de Castielfabib aparece en situación de extrema precariedad, hasta el punto de que «a veces ni siquiera tenía agua».
La mayor significación histórica del Castillo está en la segunda mitad del siglo XIV, durante la Guerra de los Dos Pedros, momento en que sufrió el asedio y la conquista por parte de los castellanos. En relación con el momento histórico consta la estancia del rey Pedro I de Castilla (1350-1369) en el castillo, donde signó distintos documentos entre el 18 de octubre y el 1 de noviembre. Asimismo, consta la estancia de otros monarcas en Castielfabib: Pedro el Católico (en agosto de 1210), Jaime el Conquistador (en octubre de 1259), Alfonso el Benigno (en febrero de 1333).
En relación con Alfonso el Benigno merece la pena destacar que estando en Teruel firmó la autorización para que los clérigos de Castielfabib construyeran a expensas de las primicias del lugar «una torre nueva cerca de la puerta del Castillo de dicho lugar, el cual castillo es contiguo a la iglesia del citado lugar». La torre podría tener címbalos y campanas, y «será para el citado castillo muy útil y participará en la gran fortificación y en la defensa de este castillo».
Existen múltiples referencias al Castillo de Castielfabib en la documentación de la Baja Edad Media (siglo XIII, siglo XIV, siglo XV), relativa a sus alcaides, a las obras de reparación, a los materiales empleados en las obras, etc. No obstante las modificaciones sufridas a lo largo del tiempo, durante ciertas obras realizadas a mediados del siglo XV (1452), la terminología empleada para referirse a las partes principales del castillo sigue siendo la misma que en tiempo de los moros.
Desde principios del siglo XV (1505), el Castillo se hallaba ya en franco deterioro, y sin uso. Sin embargo, uno de los últimos alcaides fue don Francisco (Garcés) de Marcilla y Coalla, que obtuvo su «castellanía perpetua» en 1540, por concesión de Carlos I de España, y de su madre la reina doña Juana I de Castilla.
Postreramente, ya el siglo XIX, el Castillo todavía fue utilizado durante la I Guerra Carlista (1833-1840), momento en que fue fortificado en algunas de sus partes:

«[…], el cual (castillo) fue reedificado por los carlistas; así como una torre contigua llamada Torre Blanca, porque según es tradicion fué en ella el arresto de Doña Blanca. Para ello pusieron en contribución a los pueblos circunvecinos, de los que concurrian multitud de pobres que se ocupaban en el trabajo, otros en clase de arrestados, y aun á las mujeres se les hacia subir cargas de agua para las obras que se preparaban. Con ese motivo se les prodigó a aquellos infelices un trato muy inhumano no solo obligándoles á trabajar mas de lo que podian, sino que puestos á disposición de unos capataces de tosco aspecto, les maltrataban con palos y látigos, y aun con cadenas. Pero ocupados posteriormente estos fuertes por las tropas nacionales, las minaron arruinando las nuevas obras fabricadas».
Diccionario Geográfico-estadístico-histórico de España y sus posesiones de ultramar, Pascual Madoz

El responsable de las obras de fortificación de Ademuz y Castielfabib fue el general August Karl von Goeben (1816-1880), militar prusiano enrolado en el ejército carlista durante la I Guerra Civil (1833-1840), dirigió la fortificación de Ademuz y Castielfabib. El mercenario carlista, instalado en Castielfabib, refiere en sus memorias:

«Encargado por el general [Ramón Cabrera (1806-1877)] de dirigir los trabajos de fortificación de Castielfabit y de acelerar la defensa de la zona, sobre todo la de la plaza de Ademuz, situada en alto y en lugar muy visible, me quedé con 130 hombres bajo el mando del teniente Norma. Entre ellos, había dos aragoneses de Daroca muy disciplinados y diez de los pueblos limítrofes de aquí, algo más indómitos aunque muy trabajadores. Mandé un pequeño grupo bajo el mando del teniente Losada, recién llegado, para que vigilasen a la población de Ademuz y controlar el paso de ese terrible corredor hacia Valencia y Castellón. Yo me instalé en Castielfabit y allí estuve desde finales de marzo hasta mediados de abril que, comprobadas las fortificaciones del Turia, marché para Cañete».
Del paisaje, alma del Rincón de Ademuz, Alfredo Sánchez Garzón

Antes de la voladura de las «nuevas obras fabricadas», Manfredo Fanti (1806-1865), un militar italiano enrolado en el ejército constitucional (cristino o isabelino), dibujó la fortaleza, siendo las únicas imágenes que se conservan del momento histórico. Propiamente, sin embargo, se desconoce el aspecto que pudiera tener en el pasado, durante su periodo de vigencia histórica.
Las actuaciones arqueológicas llevadas a cabo en los últimos años, en conjunción con la documentación conocida, han puesto en evidencia ciertas estructuras (muros, aljibes, estancias de la celoquia, salas abovedadas…), así como los materiales empleados en su construcción: tapiales de tierra, cal, piedras, y en fases posteriores, mampostería. Los muros que circundan en casi todo su perímetro responden a fábricas variadas, ello hace pensar que fueron construidos en distintos momentos históricos.

## Miradores

### Mirador de la Villa Vieja
Situado al final del túnel abovedado del Carrerón, en un plano superior a la entrada a la Iglesia fortaleza de Nuestra Señora de los Ángeles, permite observar la zona arqueológica de la Villa Vieja, lugar del antiguo asentamiento musulmán en tiempo de la conquista cristiana y el antiguo acceso al castillo por el Carrerón. La construcción de la sacristía y el saliente de la cabecera del templo interrumpieron dicho paso. Desde el Mirador puede contemplarse también el paso del río Ebrón, el canal de la Central hidroeléctrica de Castielfabib que cruza el valle sobre un esbelto puente, y los «canales excavados en la peña, algunos de ellos á bastante altura», labrados para conducir el agua para el riego -de los que escribe Antonio José de Cavanilles en sus Observaciones (1797).

### Mirador El Moral
Situado en el barrio del Moral, entre La Torreta y la Torre del Hospital, permite observar el conjunto de la Iglesia fortaleza de Nuestra Señora de los Ángeles y las ruinas del Castillo, así como el valle del Ebrón, desde El Cuervo, lo que constituía la entrada a la antigua villa amurallada desde el Reino de Aragón. Desde este punto privilegiado se comprende la importancia geoestratégica de Castielfabib, en relación con el paso del río Ebrón, en dirección al valle del río Turia.

### Mirador de la Peña Garrate
Situado entre la antigua Casa Abadía y el peñasco del Castillo, permite observar las hoces del Ebrón, las ruinas del Convento de San Guillermo, situadas en la margen izquierda del río, y la Vega Zaragoza, por donde discurre el camino que lleva a los Callejones.